# 2016년 한화 이글스 시즌
2016년 한화 이글스 시즌은 한화 이글스가 KBO 리그에 참가한 23번째 시즌으로, 빙그레 이글스 시절까지 합하면 31번째 시즌이다. 김성근 감독이 팀을 이끈 2번째 시즌으로, 정근우가 주장을 맡았다. 팀은 10팀 중 정규시즌 7위에 그쳐 9년 연속으로 포스트시즌 진출에 실패했다.

## 타이틀
- KBO 골든글러브: 김태균 (지명타자)
- 조아제약 프로야구대상 최고타자상: 김태균
- 스포츠서울 올해의 타자상: 김태균
- 한은회 최고의 타자상: 김태균
- 카스포인트 어워즈 타자 2위: 김태균
- 한국갤럽 선정 좋아하는 국내 프로야구 선수: 이용규 (3위), 김태균 (5위), 정근우 (10위)
- 황금사자기 전국고교야구대회 70주년 기념 OB 올스타: 송진우 (좌완투수), 이정훈 (외야수)
- 올스타 선발: 송창식 (구원투수), 정우람 (마무리투수), 정근우 (2루수), 이용규 (외야수), 로사리오 (지명타자)
- 올스타전 추천선수: 조인성
- KBO 마케터 선정 전반기 깜짝스타: 양성우
- 포지션 별 연봉 1위: 김태균 (1루수), 정근우 (2루수), 이용규 (외야수 3위)
- 컴투스프로야구2022 타이틀홀더 라인업: 김태균 (1루수)
- 컴투스프로야구 주요 FA 라인업: 정우람 (마무리투수)
- 출장(타자): 김태균 (144)
- 득점: 정근우 (121)
- 볼넷: 김태균 (108)
- 고의4구: 김태균 (10)
- 출루율: 김태균 (0.475)
- 출장(투수): 박정진 (77)
- 구원등판: 박정진 (76)
- BB/K: 이용규 (2.17)
- 타석 당 피투구수: 김태균 (4.25)
- 구원승: 송창식, 정우람 (8)
- 병살 처리: 정근우 (105)

### 퓨처스리그
- 아시아 윈터 베이스볼 리그 국가대표: 정대훈
- 플레이어스 초이스 어워드 퓨처스리그 우수선수상: 김재영
- 퓨처스 올스타전 MVP: 신성현
- 퓨처스 올스타: 김범수, 김재영, 신성현, 강상원

## 선수단
- 선발투수: 이태양, 카스티요, 송은범, 로저스, 안영명, 김민우, 마에스트리
- 구원투수: 장민재, 권혁, 송창식, 윤규진, 정대훈, 송창현, 박정진, 송신영, 이동걸, 서캠프, 심수창, 이재우, 김경태, 김재영, 황재규, 김용주
- 마무리투수: 정우람, 정재원, 김범수
- 포수: 차일목, 허도환, 지시완, 정범모, 조인성
- 1루수: 로사리오, 김태완, 김회성, 김주현
- 2루수: 정근우
- 유격수: 하주석, 임익준, 권용관, 최윤석, 강경학
- 3루수: 송광민, 오선진, 신성현, 주현상
- 좌익수: 이성열, 최진행, 이양기, 장운호, 정현석, 송주호, 장민석
- 중견수: 이용규, 이시원
- 우익수: 김경언, 박준혁, 양성우, 박노민, 김원석, 이종환
- 지명타자: 김태균

## 여담
- 박정진은 2015년 이후 KBO 시범경기 사상 최초로 세이브를 기록한 40대 투수가 되었다.
- 5월 16일 한화 이글스 2군과 화성 히어로즈의 경기는 KBO 퓨처스리그 사상 처음으로 월요일 저녁에 편성되었다.
- 조인성은 5월 17일 삼성 라이온즈와의 경기에서 10회 말에 투수 박정진이 상대 타자 이지영을 삼진 처리한 공을 뒤로 빠뜨렸고, 그 사이 끝내기 주자의 득점을 허용했다. 이는 KBO 리그 사상 최초의 끝내기 삼진 포일이다.
- 조인성은 올스타전에 감독 추천으로 출전하여 KBO 올스타전에 출전한 사상 첫 40대 포수가 되었다.
- 차일목은 홈스틸을 3회 허용하여 2013년 이후 KBO 리그 역대 단일 시즌 최다 홈스틸 허용 포수가 되었다.
- 김태균은 2012년부터 이때까지 KBO 리그 내 최고 연봉자였다.
- 이 시즌 팀의 투수들은 총 5937명의 타자를 상대해 역대 최다 기록을 세웠다.
- 김태균은 순수 타점 113개로 KBO 리그 역대 단일 시즌 최다 기록을 세웠다.
- 김태균은 KBO 리그 사상 최초로 단일 시즌 원정 경기 100안타를 달성했다.
- 권용관은 이 시즌을 끝으로 은퇴했는데, 통산 WAR 1.56, 공격 WAR -3.66, 출루율 0.287, OPS 0.612, wRC+ 54.6으로 KBO 리그 역대 3000타석 이상 소화한 타자 중 최저 기록을 세웠다.
- 이용규는 2스트라이크 투구 시 삼진 결정률 4.7%로 2013년 이후 규정 타석 충족 타자 중 단일 시즌 최저 기록을 세웠다.
- 김태균은 포심 타율 0.430으로 2013년 이후 규정 타석 충족 타자 중 단일 시즌 최고 기록을 세웠다.
- 이용규는 2013년 이후 단일 시즌 1루 주자의 2루 태그업을 가장 많이(4회) 허용한 외야수가 되었다.
- 조인성은 구단 사상 단일 시즌 최저 WAR(-1.60)을 기록했다.
- 김태균은 후반기 82타점으로 KBO 리그 역대 단일 시즌 후반기 최다 기록을 세웠다.
- 권용관은 만 40세 때부터의 통산 견제사 1회로 2013년 이후 KBO 리그 40대 타자 통산 최다 기록을 세웠다.

## 같이 보기
- 2017년 한화 이글스 시즌